# Grande synagogue de Tallinn (1885-1944)
Pour les articles homonymes, voir Grande synagogue.
 (septembre 2015).
Si vous disposez d'ouvrages ou d'articles de référence ou si vous connaissez des sites web de qualité traitant du thème abordé ici, merci de compléter l'article en donnant les références utiles à sa vérifiabilité et en les liant à la section « Notes et références ».

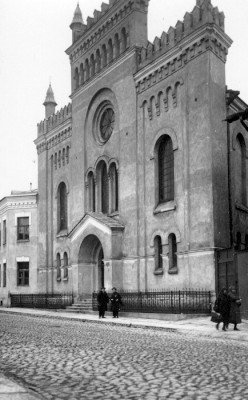
La grande synagogue de Tallinn

La grande synagogue de Tallin, appelé aussi Synagogue chorale de Tallin, a été pendant soixante ans, la principale synagogue de la petite communauté juive de Tallinn, capitale de l'Estonie. Inaugurée en 1885, elle est détruite pendant la Seconde Guerre mondiale, en 1944.

## La communauté juive de Tallinn avant la Seconde Guerre mondiale

### La communautécantoniste
Tallinn, dénommé Reval jusqu'en 1918, est un des premiers ports de la Baltique à être découvert par les Juifs d'Europe de l'Ouest. La première référence mentionnant un Juif est un document de 1333, indiquant que Johann le Juif a visité la ville probablement en tant que médecin ambulant.
Mais la communauté juive de Tallinn, ne sera jamais très importante, surtout comparée à celles de Riga ou de Vilnius, les capitales des deux états baltes voisins. L'Estonie ne fait pas partie de la Zone de Résidence définie par les autorités tsaristes où les Juifs ont le droit de s'installer. En plus, Tallinn étant un port militaire sous la Russie impériale, les autorisations  exceptionnelles accordées aux Juifs sont très limitées et réservées aux cantonistes (jeunes Juifs enrôlés de force dans l'armée tsariste) et à quelques professions bien définies. 
Les premiers cantonistes commencent à arriver à Tallinn à partir de 1828, formant ainsi le noyau d'une communauté juive stable.  Selon certaines sources, ils ont leur propre maison de prière dans la rue Wismari dès le début des années 1830. Dans les années 1840, une synagogue existe rue Maakri, avec le cantoniste Meier Raminovsky faisant office de  rabbin officiant. Il est officiellement désigné sous le nom du Juif éduqué. La position d'abatteur rituel (Shohet) est occupée par le cantoniste Tosev. Dès ces années, la communauté est organisée et fournit des certificats de naissance et de décès. Malheureusement tous ces registres ont été détruits. 

### La communauté juive moderne
En 1856, la communauté juive est officiellement reconnue et dépose ses propres status. La Hevra kaddisha (Société du dernier devoir) est créée cette même année ainsi que le cimetière rue Magasini, entouré d'une enceinte en pierre. Bien que fondé par les cantonistes, il ne sera que peu utilisé par eux, car leur service militaire terminé, ils reçoivent pour la plupart, l'ordre de quitter Tallinn. 
Ne faisant pas partie de la zone de résidence, seuls les Juifs possédant un permis spécial peuvent s'y installer. En dehors des cantonistes, ne sont autorisés que les marchands de la première guilde (le degré le plus élevé des marchands de la Russie tsariste), les personnes possédant un haut niveau d'éducation, le personnel médical ainsi que certains artisans possédant des qualifications spéciales, et leurs descendants. Cette sélection assure un niveau d'éducation élevée de la population juive d'Estonie. 
Dès la fin des années 1860, en raison de l'arrivée de nombreux marchands et intellectuels juifs, la petite synagogue des cantonistes dans la rue Maakri devient trop petite. Une demande est faite en 1868 auprès des autorités militaires pour trouver une nouvelle synagogue. Une salle de prière est ouverte dans les locaux d'une ancienne poudrerie, près des casernes, à l'intersection entre les rues Juhkentali et Liivalaia. La cave de la poudrerie est mise gracieusement à la disposition des soldats juifs, mais ceux-ci font un énorme travail d'aménagement afin de donner un aspect décent aux locaux 
Cependant, les artisans et commerçants juifs boudent la nouvelle maison de prière des cantonistes, car celle-ci est très éloignée de la ville et bien que plus grande que l'ancienne synagogue, elle ne peut pas recevoir toute la communauté. Les artisans et les commerçants adressent alors à Alexandre Arkadievitch Souvorov, gouverneur-général des provinces Baltes, à Riga, une demande d'autorisation de louer un local pour la synagogue dans la rue Müürivahe. Cette demande est appuyée par les entrepreneurs juifs impliqués en grand nombre dans la construction de la ligne de chemin de fer Paldiski/Tallinn – Saint-Pétersbourg. La permission est initialement accordée pour y effectuer trois offices par an, pour Pessa'h, Chavouot et Roch Hachana. En 1870, l'autorisation est accordée de conduire des offices pendant toute l'année, et la maison de prière de la rue Müürivahe est ouverte solennellement pour les fêtes de Tishri. 

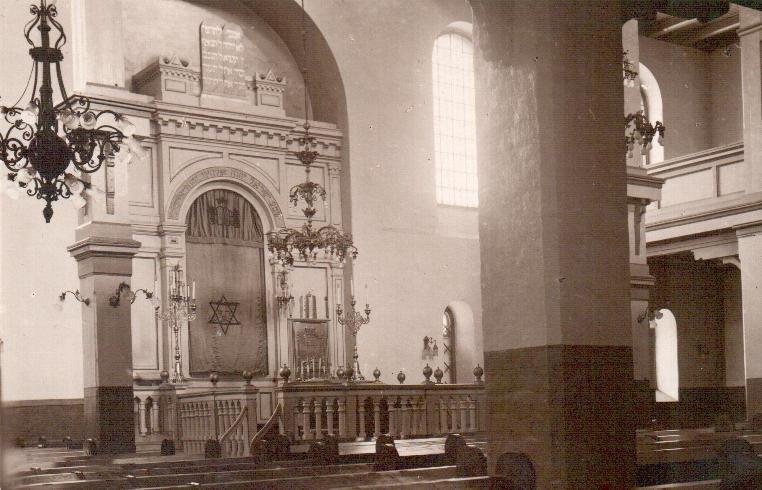
L'intérieur de la Grande synagogue de Tallinn

### La construction de la grande synagogue
La communauté juive continue de croitre en nombre et en richesse. Une maison de prière plus appropriée est nécessaire, et en 1876, un terrain est acheté rue Maakri. L'achat intervient juste après la décision du gouvernement d'autoriser les Juifs à acheter des biens immobiliers en ville. La communauté juive est alors dirigée par un homme très cultivé Yeshayohu Levinovitch; Sous son impulsion, la communauté décide, quelques années plus tard, de construire sur le site une nouvelle grande synagogue. On compte alors environ mille Juifs à Tallinn. En 1882, est posée la première pierre de la grande synagogue ou synagogue chorale et en 1885, celle-ci  est officiellement consacrée. Le rabbin officiel de la communauté juive de Tallinn est alors Gurevitch, mais d'autres rabbins vivent aussi à Tallinn (Yakobson, Betzalel Epshtein).
Le bâtiment de la synagogue construit selon les plans de Nikolai Tamm, le premier architecte estonien professionnel, est de style néoroman. Son apparence imite en partie celle de la synagogue de la Tempelgasse à Vienne en Autriche, renommée dans toute l'Europe. Cette construction devient un des attraits architecturaux majeurs dans la ville. 

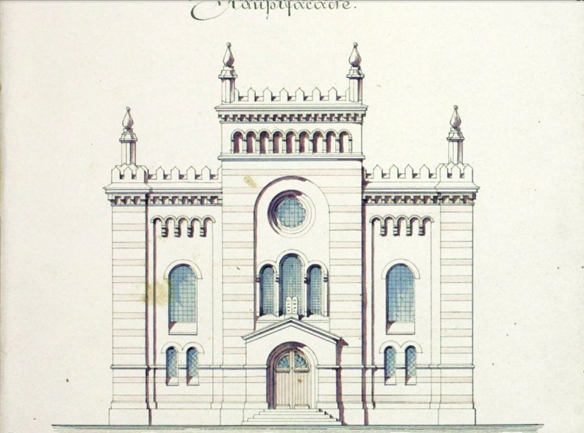
Façade de la synagogu e- plan d'architecte
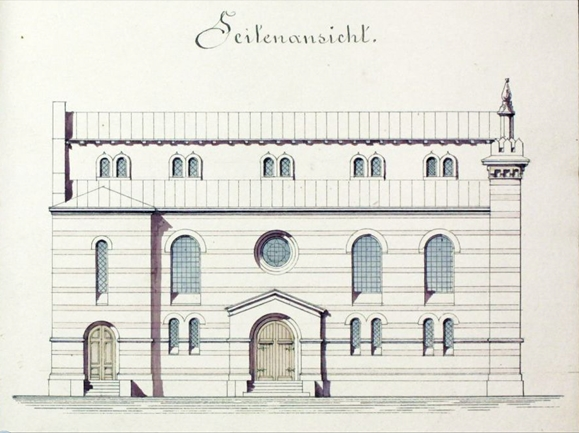
Côté latéral de la synagogue – plan d'architecte
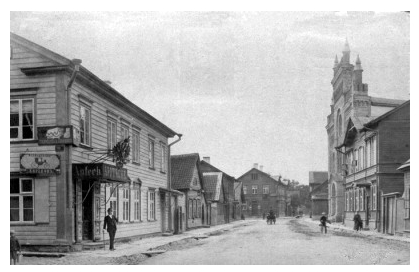
La rue du Petit-Tartu avec la grande synagogue

En 1909, le nouveau cimetière juif est inauguré rue Rahumäe. Il est toujours utilisé de nos jours. Le vieux cimetière rue Magasini est fermé à la suite des réclamations de résidents, se plaignant de « miasmes malodorants » s'y dégageant. Le terrain était situé sur une zone marécageuse, et le niveau élevé des eaux terrestres compliquaient la tenue des enterrements.

### La communauté juive en République estonienne
En 1918, lors de la déclaration d'indépendance de l'Estonie, 1 523 Juifs vivent à Tallinn. La vie de la communauté juive s'en trouve changée. Le premier congrès des communautés juives d'Estonie se déroule du 11 au 16 mai 1919 pour analyser ces changements. De nombreuses associations culturelles ou sportives se créent, comme la Société Bialik de littérature et de drame, fondée en 1918, l'Association sportive Maccabi, en 1920, pour encourager la pratique du sport chez les jeunes Juifs.  
Une école secondaire juive ouvre ses portes en 1919 à Tallinn et dès la première année, 223 élèves y sont inscrits. Le 12 février 1925, le gouvernement estonien passe une loi permettant aux minorités d'obtenir leur autonomie culturelle. Aussitôt la communauté juive prépare sa candidature pour l'obtention de cette autonomie culturelle. Un recensement de la communauté donne 3 045 membres, légèrement au-dessus du minimum requis de 3 000 pour l'obtention de l'autonomie culturelle. En juin 1926, le Conseil culturel juif est élu, et l'autonomie culturelle juive est déclarée. C'est un fait unique en Europe pour les Juifs. Pour remercier le gouvernement estonien, le Keren Kayemet (Fonds national juif) lui discerne un diplôme d'or.    
La culture juive profane prospère, de même que la vie religieuse. Les locaux de la synagogue de Tallinn accueillent des festivités, des concerts et des conférences. Une petite yechiva voit le jour. À la fin des années 1930, avant la Seconde Guerre mondiale, le nombre de Juifs à Tallinn est d'environ 3 000 et dans toute l'Estonie d'environ 5 000. Après celle de Tallinn, la seconde plus importante communauté juive d'Estonie est celle de Tartu.

### La fin de la communauté juive
Lors de l'invasion de l'Estonie par l'Union soviétique en 1940 à la suite du pacte germano-soviétique, une partie de la bourgeoisie juive est arrêtée et déportée en Sibérie. Les autorités communistes suppriment l'autonomie culturelle juive et interdisent les activités des organisations publiques juives. Lors des déportations de masse du 14 juin 1941, environ 400 personnes, soit presque 10 pour cent de la population juive d'Estonie,  sont arrêtées, envoyées dans des camps ou fusillées. Parmi ceux envoyés dans les camps d'internement, beaucoup ne reviendront pas.  
Lors de l'invasion par les troupes allemandes au début de l'opération Barbarossa, de nombreux Juifs se réfugient en Union Soviétique pour échapper à la menace allemande. L'Estonie est rattachée au Reichskommissariat Ostland. Débute alors le programme d'épuration ethnique Generalplan Ost comprenant l'élimination des Juifs. Fin 1941, le millier de Juifs resté en Estonie est massacré par les nazis aidés par la police de sécurité estonienne. Le rabbin de Tallinn, Abba Gomer (1897-1941), fait partie des victimes. Seules sept personnes réussiront à s'échapper. L'Estonie est le premier État européen à être déclaré Judenfrei (sans Juifs) par les nazis.  
La synagogue construite en 1885 est utilisée par les Allemands comme entrepôt et est détruite pendant le raid soviétique sur Tallinn dans la nuit du 9 mars 1944. Ses ruines sont rasées en 1947.